# Canale radicolare
Il canale radicolare è la cavità cilindrica che percorre interamente la radice degli elementi dentari, aprendosi tramite un forame coronale verso la camera pulpare, mentre dalla parte opposta un ulteriore forame apre la comunicazione con il parodonto.
All'interno del canale decorre il fascio vascolo-nervoso del dente, che provvede a garantire nutrimento e sensibilità all'elemento dentario.